# Лењаро
Лењаро (итал. Legnaro) је насеље у Италији у округу Падова, региону Венето.
Према процени из 2011. у насељу је живело 6813 становника. Насеље се налази на надморској висини од 7 м.

## Становништво
Према резултатима пописа становништва 2011. у општини је живело 8.544 становника.
| 1931. | 1936. | 1951. | 1961. | 1971. | 1981. | 1991. | 2001. | 2011. |
| ----- | ----- | ----- | ----- | ----- | ----- | ----- | ----- | ----- |
| 5.819 | 5.950 | 5.498 | 5.066 | 5.539 | 6.331 | 6.567 | 6.895 | 8.544 |